# Diane Kruger

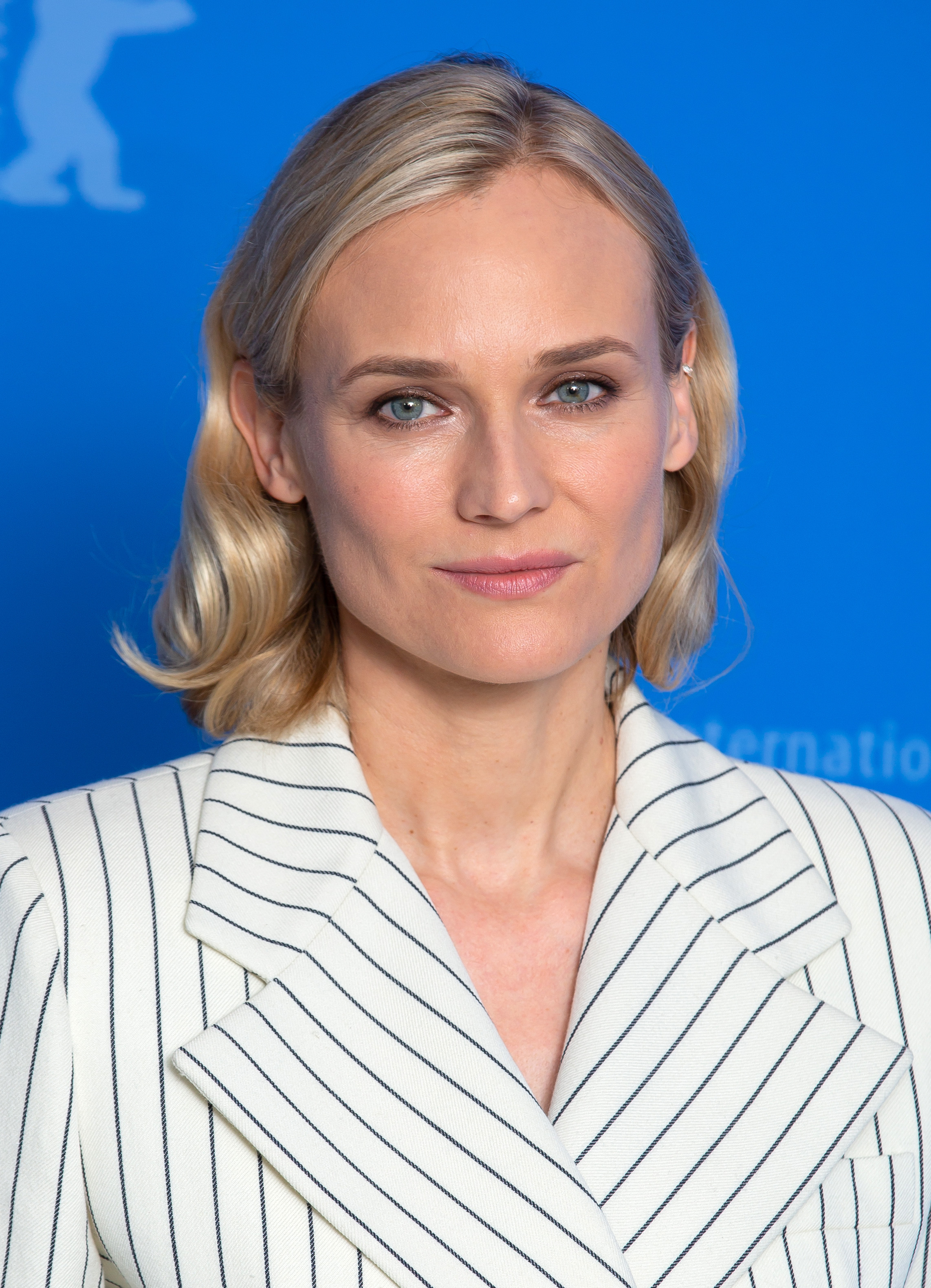
Diane Kruger (2019)

Diane Kruger (* 15. Juli 1976 in Algermissen, Niedersachsen als Diane Heidkrüger) ist eine deutsche Schauspielerin. Sie tritt überwiegend in englisch- und französischsprachigen Filmen auf. Bekannt wurde sie als Helena in Troja (2004), Dr. Abigail Chase in Das Vermächtnis der Tempelritter (2004) und Das Vermächtnis des geheimen Buches (2007) sowie als Bridget von Hammersmark in Inglourious Basterds (2009).

## Privatleben
Diane Heidkrüger wurde am 15. Juli 1976 in Algermissen geboren. Sie wuchs dort als ältestes Kind eines Computerspezialisten und einer Bankangestellten auf und besuchte das Gymnasium Josephinum in Hildesheim bis zur 10. Klasse. Nebenbei nahm sie an der Hildesheimer Ballettschule Freese-Baus Unterricht und legte mehrere Kinderballettprüfungen ab.
Sie verkürzte ihren Nachnamen von Heidkrüger mit ihrer Rolle in dem Film Bad, Bad Things erst auf Krüger und dann auf Kruger.
Diane Kruger spricht fließend Englisch und Französisch und synchronisiert ihre Rollen in einigen Filmen selbst.
Am 1. September 2001 heiratete Kruger den französischen Schauspielkollegen Guillaume Canet. Nach fünf Jahren ließ sich das Paar scheiden. Von 2006 bis zum Sommer 2016 war Kruger mit dem kanadischen Schauspielkollegen Joshua Jackson liiert. Ihr jetziger Lebenspartner ist der US-amerikanische Schauspieler Norman Reedus, mit dem sie seit 2018 eine Tochter hat.

## Karriere

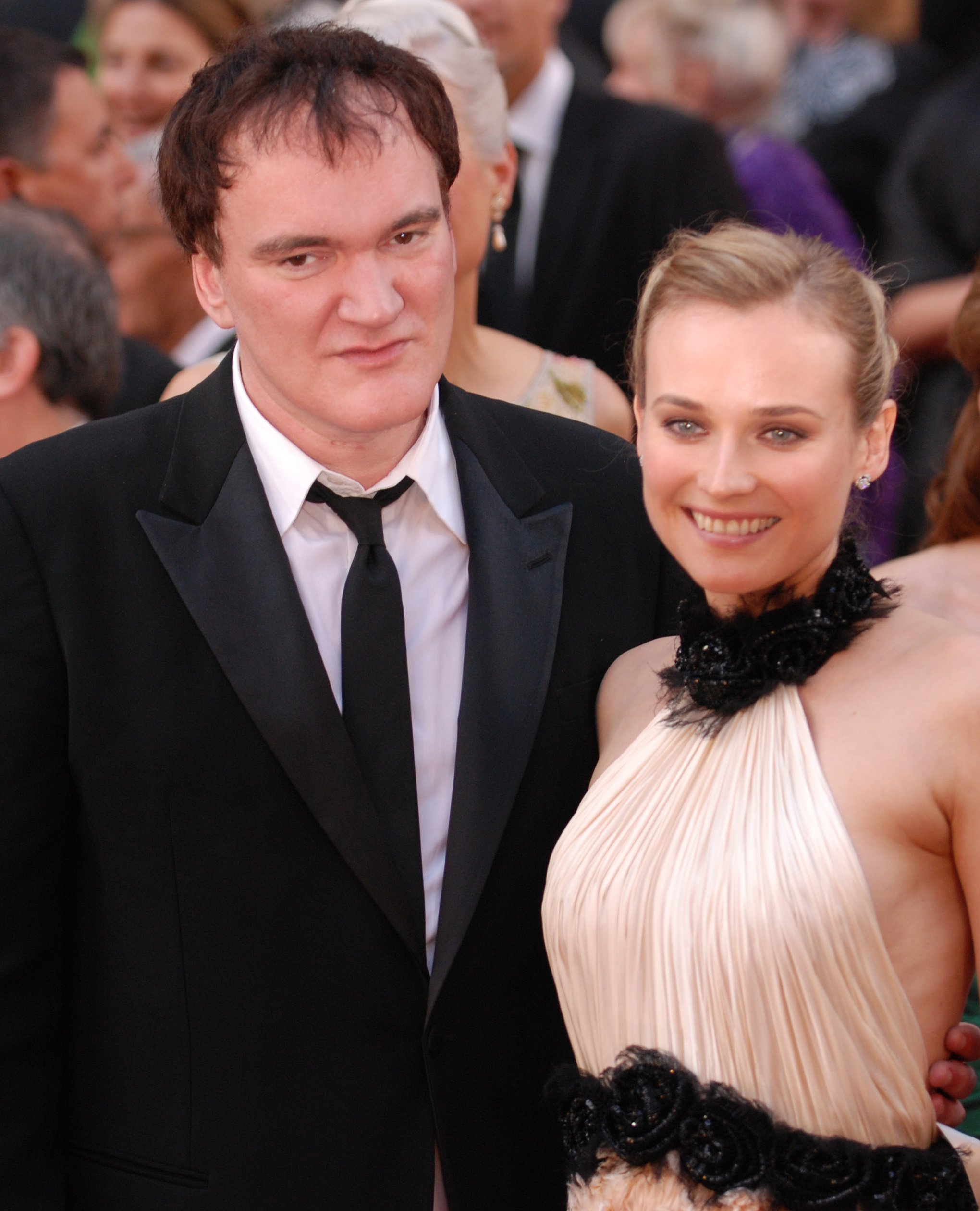
Kruger mit Quentin Tarantino bei den Academy Awards 2010

Am 26. Juni 1992 war Diane Kruger im Alter von fünfzehn Jahren im Weltfinale des Modelwettbewerbs Look of the year (Gesicht des Jahres) der Modelagentur Elite. Sie ging nach Paris und arbeitete als Model unter ihrem bürgerlichen Namen. Nach einigen Jahren nahm sie dort Schauspielunterricht und bekam schließlich kleinere Filmrollen.
In dem Hollywood-Film Troja von Wolfgang Petersen spielte Kruger 2004 die Rolle der Helena, die ihren internationalen Durchbruch im Filmgeschäft bedeutete. Als Darstellerin der schönsten Frau der Antike hatte sie sich gegen 3000 Bewerberinnen durchgesetzt. Im selben Jahr spielte sie an der Seite von Nicolas Cage die Rolle der Abigail Chase in dem Abenteuerfilm Das Vermächtnis der Tempelritter. 2007 wiederholte sie die Rolle in der Fortsetzung Das Vermächtnis des geheimen Buches.
Sie moderierte bei den 60. Filmfestspielen von Cannes als Gastgeberin („maîtresse de cérémonie“) als erste Deutsche die Auftaktzeremonie am 16. Mai sowie die Preisgala am 27. Mai 2007. 2008 wurde sie in die Wettbewerbsjury der 58. Berlinale berufen.
Der Film Inglourious Basterds von Quentin Tarantino, in dem neben Kruger weitere deutsche Schauspieler Rollen übernahmen, lief 2009 mit großem Erfolg auf den Filmfestspielen von Cannes und spielte weltweit über 300 Millionen Dollar ein. Im April 2010 hatte Kruger einen kurzen Gastauftritt in der US-amerikanischen Fernsehserie Fringe (Episode 17 der zweiten Staffel), in der ihr langjähriger Freund Joshua Jackson eine Hauptrolle spielte. Kruger spielte 2010 in dem Musikvideo Somebody to Love Me von Mark Ronson & The Business Intl. den britischen Sänger Boy George.
2012 wurde sie in die Wettbewerbsjury der 65. Internationalen Filmfestspiele von Cannes berufen sowie 2015 in die Jury der 72. Internationalen Filmfestspiele von Venedig. 2017 war sie in Fatih Akins Spielfilm Aus dem Nichts in ihrer ersten rein deutschsprachigen Rolle zu sehen. Für ihre Leistung wurde sie mit dem Darstellerpreis der 70. Filmfestspiele von Cannes ausgezeichnet.
2018 wurde sie in die Academy of Motion Picture Arts and Sciences berufen, die jährlich die Oscars vergibt.

## Filmografie (Auswahl)
Filme
- 2001: Point de lendemain (Kurzfilm)
- 2002: The Piano Player
- 2002: Bad, Bad Things (Mon idole)
- 2003: Michel Vaillant

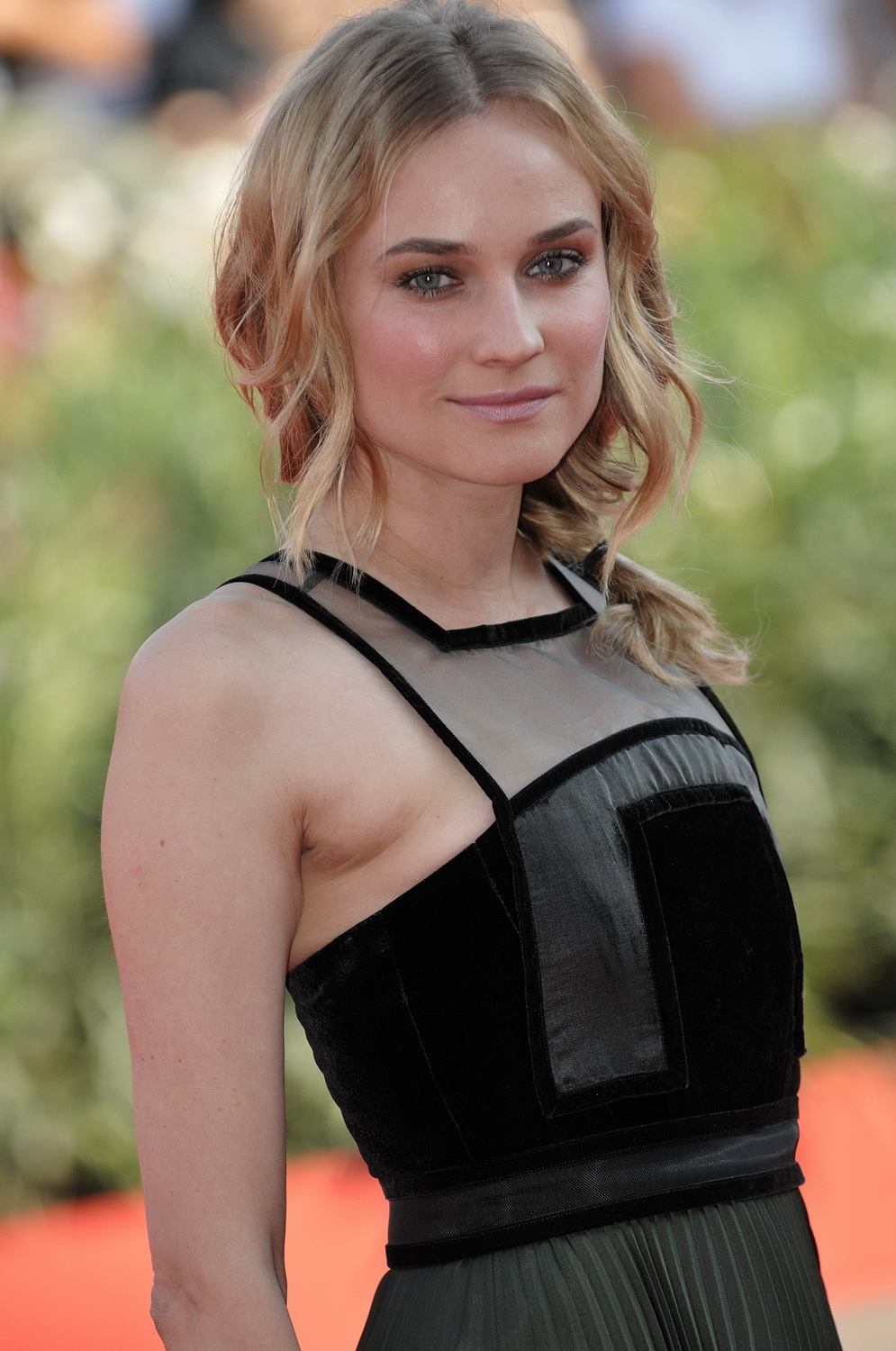
Kruger bei den Filmfestspielen von Venedig 2009

- 2003: Not For, Not Against – Es gibt kein Zurück (Ni pour ni contre (bien au contraire))
- 2004: Troja (Troy)
- 2004: Sehnsüchtig (Wicker Park)
- 2004: Die wunderbare Welt des Gustave Klopp (Narco)
- 2004: Das Vermächtnis der Tempelritter (National Treasure)
- 2005: Merry Christmas (Joyeux Noël)
- 2005: Frankie
- 2006: Princess Constance (Les Brigades du tigre)
- 2006: Klang der Stille (Copying Beethoven)
- 2007: Goodbye Bafana
- 2007: L’âge des ténèbres
- 2007: Hunting Party – Wenn der Jäger zum Gejagten wird (The Hunting Party)
- 2007: Das Vermächtnis des geheimen Buches (National Treasure: Book of Secrets)
- 2008: Ohne Schuld (Pour elle)
- 2009: Lascars (Sprechrolle)
- 2009: Inglourious Basterds
- 2009: L’affaire Farewell
- 2009: Mr. Nobody
- 2010: Barfuß auf Nacktschnecken (Pieds nus sur les limaces)
- 2010: Run for Her Life (Inhale)
- 2011: Unknown Identity
- 2011: Flucht durch die Berge (Forces spéciales)
- 2012: Leb wohl, meine Königin! (Les adieux à la reine)
- 2013: Der Nächste, bitte! (Un plan parfait)
- 2013: Seelen (The Host)
- 2013: Maman und ich (Les garçons et Guillaume, à table!)
- 2014: The Better Angels
- 2015: Sky – Der Himmel in mir (Sky)
- 2015: Väter & Töchter – Ein ganzes Leben (Fathers and Daughters)
- 2015: Der Bodyguard – Sein letzter Auftrag (Maryland)
- 2016: The Infiltrator
- 2017: Aus dem Nichts
- 2017: Tout nous sépare
- 2018: Zu schön um wahr zu sein – Die JT LeRoy Story (JT LeRoy)
- 2018: Willkommen in Marwen (Welcome to Marwen)
- 2019: Die Agentin (The Operative)
- 2022: The 355
- 2022: Marlowe
- 2022: Out of the Blue
- 2022: First Love
- 2023: Visions – Tödliches Verlangen (Visions)
- 2023: Joika – Ein Leben für den Tanz (Joika)
- 2024: Un Cuento de Circo & A Love Song
- 2024: The Shrouds
- 2024: Longing
- 2025: Amrum

Serien
- 2002: Duelles (Folge 2x06)
- 2010: Fringe – Grenzfälle des FBI (Fringe, Folge 2x17)
- 2013–2014: The Bridge – America (The Bridge, 26 Folgen)
- 2021: Bedrängt, bedroht, belästigt – 24 Frauen, 24 Geschichten (H24, Folge 1x01)
- 2022: Swimming with Sharks (6 Folgen)
- 2025: Little Disasters

Musikvideo
- 2010: „Somebody to Love Me“ von Mark Ronson & The Business Intl. featuring Boy George und Andrew Wyatt

Dokumentarfilme
- 2013: Verführt und Verlassen (Seduced and Abandoned, Dokumentarfilm von James Toback)
- 2018: Why Are We Creative? (Dokumentarfilm von Hermann Vaske)

## Auszeichnungen

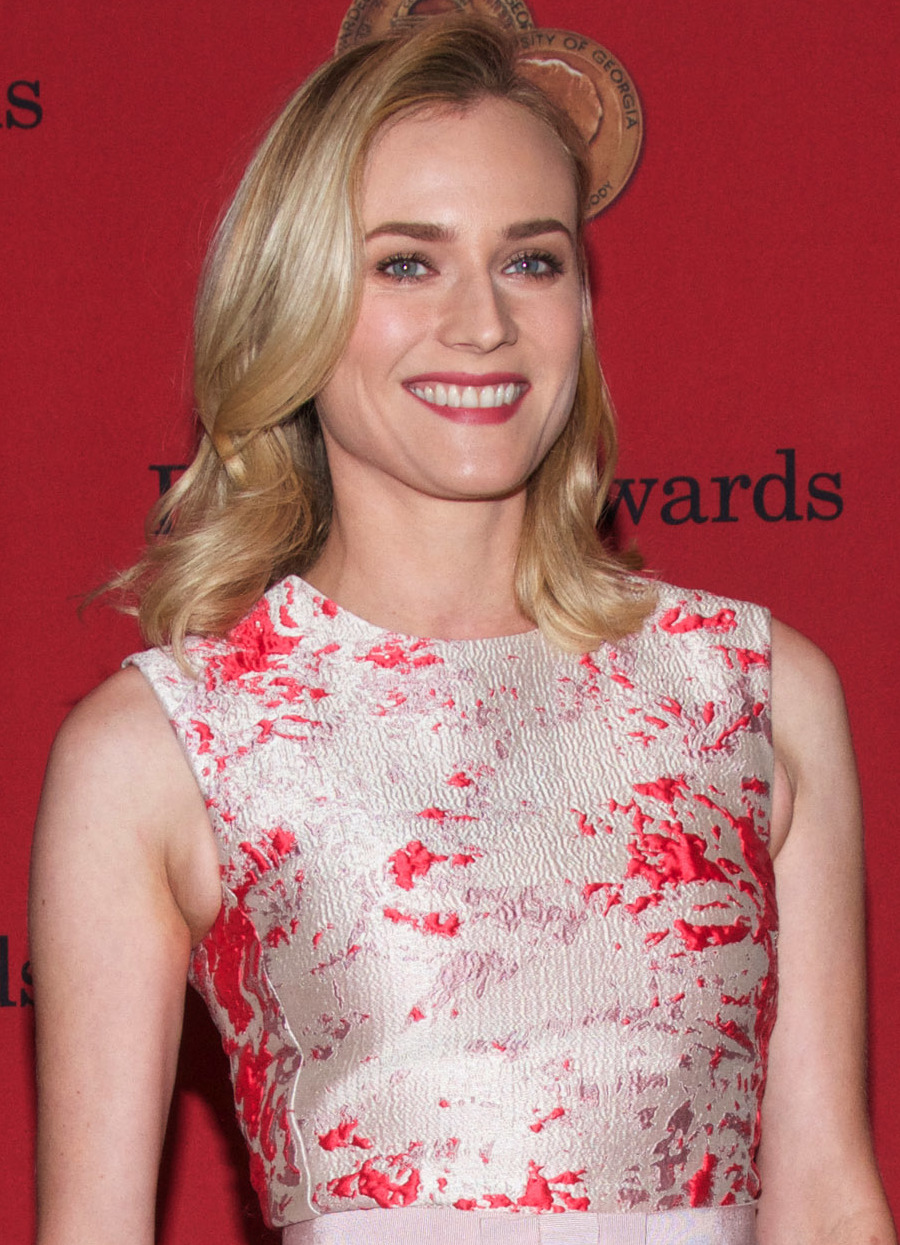
Diane Kruger bei den Peabody Awards 2014

- 2003: Trophée Chopard auf den Internationalen Filmfestspielen von Cannes in der Kategorie Beste Nachwuchsdarstellerin
- 2004: Bambi in der Kategorie Karriere
- 2004: Women’s World Award
- 2009: Broadcast Film Critics Association: Bestes Ensemble in Inglourious Basterds
- 2009: Phoenix Film Critics Society: Bestes Ensemble in Inglourious Basterds
- 2009: San Diego Film Critics Society: Bestes Ensemble in Inglourious Basterds
- 2010: Goldene Kamera in der Kategorie Beste Schauspielerin International für Inglourious Basterds
- 2010: Screen Actors Guild Award für das beste Schauspielensemble in Inglourious Basterds
- 2013: Newport Beach Film Festival: Auszeichnung als beste Schauspielerin
- 2014: Stern auf dem Boulevard der Stars in Berlin
- 2014: Elle Style Award: Beste Filmschauspielerin
- 2017: Darstellerpreis der 70. Filmfestspiele von Cannes für Aus dem Nichts
- 2017: Bambi Sonderpreis der Jury
- 2017: Bayerischer Filmpreis in der Kategorie Darstellerin für Aus dem Nichts[14]
- 2023: Golden Eye Award des Zurich Film Festivals[15]

Nominierungen
- 2005: Saturn Award: Beste Nebendarstellerin für Das Vermächtnis der Tempelritter
- 2007: Teen Choice Award als Choice Movie Actress: Action Adventure für Das Vermächtnis des geheimen Buches
- 2009: Online Film Critics Society Award: Beste Nebendarstellerin für Inglourious Basterds
- 2009: Saturn Award: Beste Nebendarstellerin für Inglourious Basterds
- 2010: Screen Actors Guild Award in der Kategorie Beste Nebendarstellerin für Inglourious Basterds
- 2010: Coppa Volpi: Beste Schauspielerin für Mr. Nobody

## Ehrenabzeichen
- 2014:  Officière de l’ordre des Arts et des Lettres[16] (Offizierklasse des Ordens der Künste und der Literatur)